# Isabella Karle

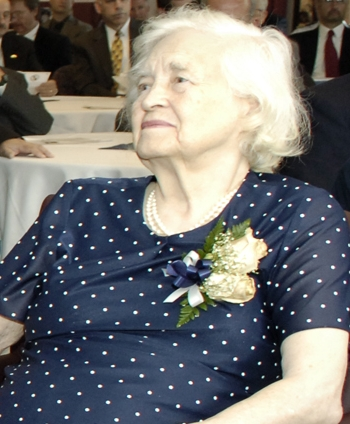
Isabella Karle, 2009

Isabella Helen Karle (* 2. Dezember 1921 als Isabella Helen Lugoski in Detroit, Michigan; † 3. Oktober 2017 in Alexandria, Virginia) war eine US-amerikanische Physikochemikerin.

## Leben

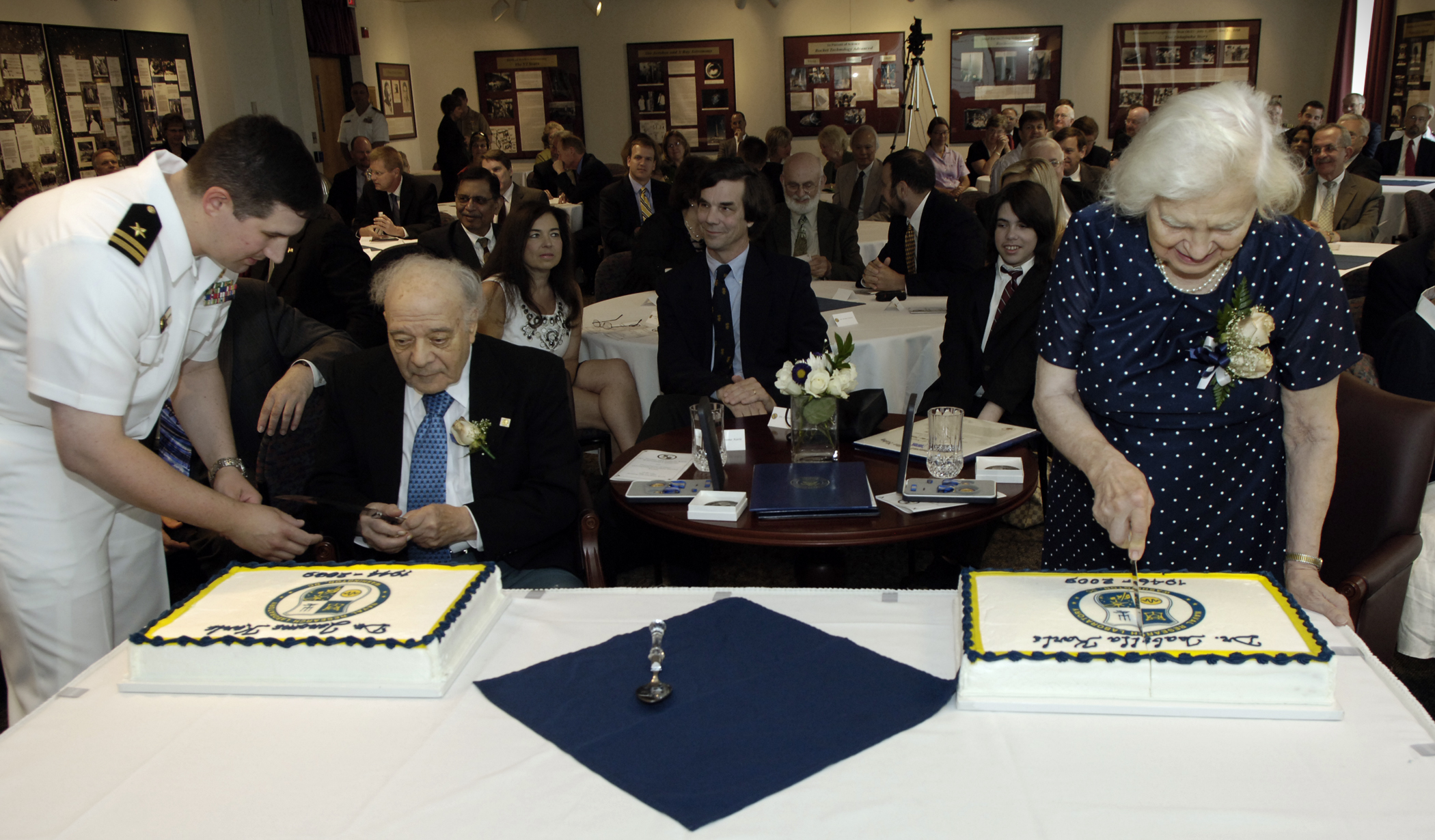
Jerome und Isabella Karle wurden im Juli 2009 nach gemeinsam 127 Jahren am Naval Research Laboratory in den Ruhestand verabschiedet.

Isabella Lugoskis Eltern, Zygmunt und Elizabeth Lugoski, waren polnische Einwanderer, die großen Wert auf eine gute Ausbildung ihrer Tochter legten. Nach einem Semester an der Wayne State University in Detroit wechselte Isabella an die University of Michigan in Ann Arbor, wo sie 1941 einen Bachelor in Chemie erwarb und 1942 ihr Studium mit einem Master abschloss. Im selben Jahr heiratete sie den späteren Chemie-Nobelpreisträger Jerome Karle. Das Paar bekam drei Töchter. Jerome und Isabella Karle erwarben beide 1944 bei Lawrence Olin Brockway einen Ph.D., Isabella in physikalischer Chemie (The structure of biphenyl, o-terphenyl and tetraphenylene). Anschließend arbeiteten beide kurz am Manhattan Project an der University of Chicago, wo sie eine Methode entwickelte reines Plutoniumchlorid aus einer Mischung mit Plutoniumoxid zu erhalten. Isabella Karle wurde das erste weibliche Mitglied des Lehrkörpers der University of Michigan, bevor sie 1946 gemeinsam mit ihrem Mann an das Naval Research Laboratory in Washington, D.C. ging. Isabella Karle übernahm 1959 die Leitung der dortigen Abteilung für Röntgenbeugung (X-ray Diffraction). Die Karles blieben dem Naval Research Laboratory über 60 Jahre treu, bevor beide 2009 durch den Marinestaatssekretär Ray Mabus in den Ruhestand verabschiedet wurden.

## Wirken
Isabella Karle veröffentlichte zahlreiche Arbeiten zur Elektronen- und Röntgen-Beugung sowie zur Röntgenkristallographie. Anfangs befasste sie sich mit Strukturbestimmung von Molekülen im gasförmigen Zustand mit Elektronenbeugung. In der Röntgenkristallographie entwickelte sie Methoden wie die Symbolic Addition Procedure, mit der sie die von ihrem Ehemann Jerome Karle entwickelten, später mit dem Nobelpreis ausgezeichneten direkten Methoden der Röntgenkristallographie so praktikabel machte, dass die Phasen direkt aus den gemessenen Intensitäten der Röntgenbeugungsbilder erhalten werden konnten. Das wurde weltweit übernommen und führte zu einem „explosiven“ Ausstoß von Strukturbestimmungen zum Beispiel in der Biochemie, Mineralogie, Materialwissenschaften, Pharmaentwicklung. Sie selbst wandte das unter anderem auf Steroide, Alkaloide, Frosch-Toxine, durch Strahlung verursachte Veränderungen in Materialien, Nanoröhren und auf zahlreiche Peptide an, womit sie eine Pionierin der Strukturbiologie kleiner Moleküle wurde.

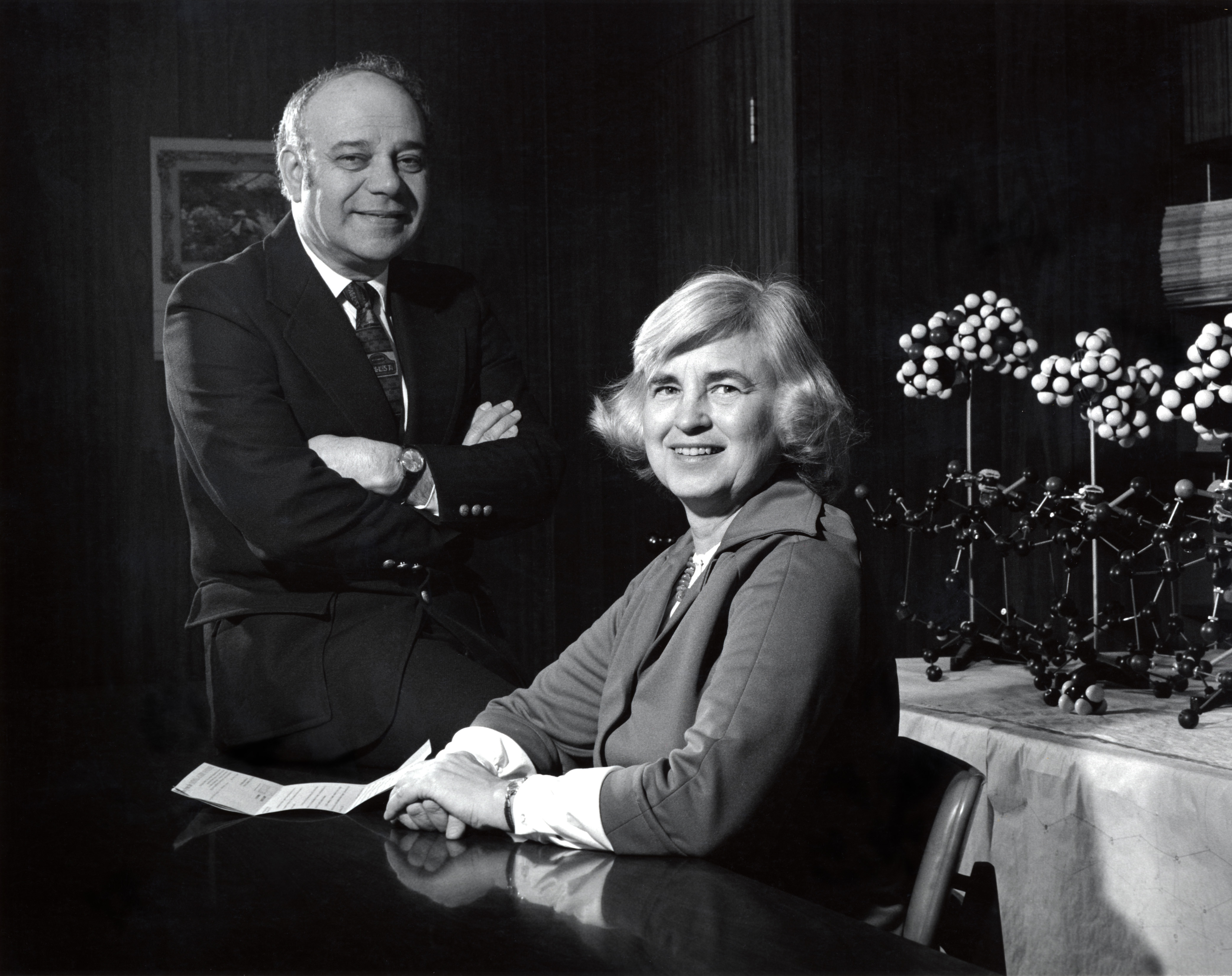
Isabella und Jerome Karle am NRL

Isabella Karle veröffentlichte mehr als 350 Arbeiten in wissenschaftlichen Zeitschriften.

## Auszeichnungen (Auswahl)
- 1976: Garvan-Olin-Medaille der American Chemical Society
- 1978: Mitgliedschaft in der National Academy of Sciences
- 1984: Chemical Pioneer Award[5]
- 1988: Gregori-Aminoff-Preis[6]
- 1992: Mitgliedschaft in der American Philosophical Society[7]
- 1992: Vincent du Vigneaud Award
- 1993: Mitgliedschaft in der American Academy of Arts and Sciences[8]
- 1993: Bower Award and Prize for Achievement in Science des Franklin Institute[9]
- 1995: National Medal of Science[10]
- 1995: NAS Award in Chemical Sciences[11]
- 1998: Ralph F. Hirschmann Award in Peptide Chemistry der American Chemical Society[12]
- 2007: R. Bruce Merrifield Award
- 2009: Distinguished Civilian Service Award

Außerdem erhielt sie den Hillebrand Award, den WISE Lifetime Achievement Award, die niederländische Bijvoet Medaille und den Robert Dexter Conrad Award des Office of Naval Research. Sie war Präsidentin der American Crystallographic Association.
Isabella Karle war Trägerin von acht Ehrendoktoraten (Universität Athen, Jagiellonen-Universität Krakau, Harvard University, University of Pennsylvania, University of Michigan, University of Maryland, Georgetown University, Wayne State University).